# Deutsches Institut für Betriebswirtschaft
Das Deutsche Institut für Betriebswirtschaft GmbH (dib) mit Sitz in Frankfurt am Main war von 1943 bis 2017 ein deutsches Fortbildungsinstitut, das sich in seinen letzten Jahren auf Ideenmanagement und Innovationsmanagement konzentriert hat.

## Tätigkeit
Ziel des dib war ursprünglich die Weiterqualifikation von Mitarbeitern im betriebswirtschaftlichen Themenspektrum. 
Das dib-Forum Ideenmanagement war ein Zusammenschluss von mehreren hundert Unternehmen als Interessenvertretung und Netzwerk-Plattform. Daneben wurde die dib-Statistik zum Ideenmanagement für Deutschland, Österreich und die Schweiz erfasst, auf deren Grundlage alljährlich die besten Einreicher auf einer Jahrestagung geehrt wurden. Ziel war es, das Ideen- und Innovationsmanagement zu fördern, den Austausch über die Landesgrenzen hinaus zu unterstützen und in der Öffentlichkeit bekannter werden zu lassen. Hierzu trug die Fachzeitschrift Ideen- und Innovationsmanagement des Erich Schmidt Verlags bei, deren Herausgeber das Institut war. Sie wird seit Herbst 2017 von zwei ehemaligen Mitarbeitern des dib herausgegeben.

## Geschichte
Das dib wurde am 29. März 1943 durch die IHK Frankfurt am Main gemeinsam mit der Johann Wolfgang Goethe-Universität und acht Unternehmen aus dem Großraum Frankfurt als Institut für Industriewirtschaft gegründet. Kurze Zeit später erfolgte die Umfirmierung in Deutsches Institut für Betriebswirtschaft.
2003 wurde das Institut in den Dekra-Konzern eingegliedert und  in die Rechtsform einer GmbH überführt.
2017 hat das Institut seine Aktivitäten vollständig eingestellt.

## Belege
1. ↑  Geschichte der Dachorganisationen für Ideenmanagement in Deutschland auf zentrum-ideenmanagement.de